# Primera División (Schach) 1981
Die Primera División (Schach) 1981 war die höchste Spielklasse der 25. spanischen Mannschaftsmeisterschaft im Schach und wurde mit zehn Mannschaften ausgetragen. Meister wurde der Titelverteidiger CE Vulcà Barcelona, aus der Segunda División waren Círculo Mercantil San Sebastián und CA La Caja de Canarias aufgestiegen. Während San Sebastián den Klassenerhalt erreichte, stieg CA La Caja de Canarias zusammen mit Asociación Barcinona direkt wieder ab.
Zu den Mannschaftskadern siehe Mannschaftskader der Primera División (Schach) 1981.

## Modus
Die zehn teilnehmenden Mannschaften spielten ein einfaches Rundenturnier, die beiden Letzten stiegen ab und wurden durch die beiden Ersten der Segunda División ersetzt. Gespielt wurde an vier Brettern, über die Platzierung entschied zunächst die Anzahl der Brettpunkte (ein Punkt für einen Sieg, ein halber Punkt für ein Remis, kein Punkt für eine Niederlage), anschließend die Anzahl der Mannschaftspunkte (zwei Punkte für einen Sieg, ein Punkt für ein Unentschieden, kein Punkt für eine Niederlage).

## Termine und Spielort
Das Turnier wurde in Calella ausgetragen.

## Saisonverlauf
CE Vulcà Barcelona und UGA Barcelona lieferten sich einen Zweikampf um den Titel, während das gesamte restliche Feld gegen den Abstieg spielte. Erst in der letzten Runde fielen alle Entscheidungen.

## Abschlusstabelle
| Pl. | Verein                              | Sp | G | U | V | Brett-P.  | Mannsch.-P. |
| --- | ----------------------------------- | -- | - | - | - | --------- | ----------- |
| 01. | CE Vulcà Barcelona (M)              | 9  | 7 | 2 | 0 | 26,0:10,0 | 16:2        |
| 02. | UGA Barcelona                       | 9  | 8 | 1 | 0 | 24,0:12,0 | 17:1        |
| 03. | CE Olot                             | 9  | 2 | 4 | 3 | 17,0:19,0 | 8:10        |
| 04. | Círculo Mercantil Sevilla           | 9  | 1 | 6 | 2 | 16,5:19,5 | 8:10        |
| 05. | CA Peña Rey Ardid Bilbao            | 9  | 2 | 3 | 4 | 16,5:19,5 | 7:11        |
| 06. | Círculo Mercantil San Sebastián (N) | 9  | 1 | 3 | 5 | 16,5:19,5 | 7:11        |
| 07. | CA Gambito Valencia                 | 9  | 2 | 3 | 4 | 16,5:19,5 | 7:11        |
| 08. | CE Terrassa                         | 9  | 3 | 1 | 5 | 16,0:20,0 | 7:11        |
| 09. | CA La Caja de Canarias (N)          | 9  | 2 | 3 | 4 | 16,0:20,0 | 7:11        |
| 10. | Asociación Barcinona                | 9  | 1 | 4 | 4 | 15,0:21,0 | 6:12        |

### Entscheidungen
|     | spanischer Mannschaftsmeister: CE Vulcà Barcelona                               |
|     | Absteiger in die Segunda División: CA La Caja de Canarias, Asociación Barcinona |
| (M) | Titelverteidiger                                                                |
| (N) | Vorjahresaufsteiger                                                             |

### Kreuztabelle
| Ergebnisse | Ergebnisse                      | 01. | 02. | 03. | 04. | 05. | 06. | 07. | 08. | 09. | 10. |
| ---------- | ------------------------------- | --- | --- | --- | --- | --- | --- | --- | --- | --- | --- |
| 01.        | CE Vulcà Barcelona              |     | 2   | 2½  | 3½  | 2   | 3   | 3   | 3   | 3   | 4   |
| 02.        | UGA Barcelona                   | 2   |     | 2½  | 3   | 2½  | 2½  | 3   | 3   | 3   | 2½  |
| 03.        | CE Olot                         | 1½  | 1½  |     | 2   | 2½  | 2   | 2½  | 1   | 2   | 2   |
| 04.        | Círculo Mercantil Sevilla       | ½   | 1   | 2   |     | 3   | 2   | 2   | 2   | 2   | 2   |
| 05.        | CA Peña Rey Ardid Bilbao        | 2   | 1½  | 1½  | 1   |     | 2   | 2   | 3   | 1   | 2½  |
| 06.        | Círculo Mercantil San Sebastián | 1   | 1½  | 2   | 2   | 2   |     | 2   | 2½  | 1½  | 2   |
| 07.        | CA Gambito Valencia             | 1   | 1   | 1½  | 2   | 2   | 2   |     | 1½  | 3   | 2½  |
| 08.        | CE Terrassa                     | 1   | 1   | 3   | 2   | 1   | 1½  | 2½  |     | 2½  | 1½  |
| 09.        | CA La Caja de Canarias          | 1   | 1   | 2   | 2   | 3   | 2½  | 1   | 1½  |     | 2   |
| 10.        | Asociación Barcinona            | 0   | 1½  | 2   | 2   | 1½  | 2   | 1½  | 2½  | 2   |     |

## Die Meistermannschaft
| 1.            | CE Vulcà Barcelona |
| Schachfiguren | Orestes Rodríguez Vargas, Juan Manuel Bellón López, Ángel Martín González, Francisco Javier Sanz Alonso, Víctor Manuel Vehí Bach. |